# Alfianello (meteorito)
El meteorito de Alfianello es un meteorito condrítico que cayó sobre la Tierra en 1883 en Alfianello (Italia). De 228 kg de peso, es el mayor meteorito caído en Italia.

## Historia
A las 2:43 p. m. del 16 de febrero de 1883 se escuchó una fuerte detonación en muchos lugares de la provincia de Brescia (Italia) e incluso en las provincias vecinas de Cremona, Verona, Mantua, Piacenza y Parma, provocada por un meteorito que explotó encima de la localidad de Alfianello. Cuando la masa meteórica cayó a tierra, produjo en el suelo «un movimiento similar al de un terremoto», que se sintió en los distritos circundantes. Antes de que cayera, se vio una «conmoción confusa en el cielo, e inmediatamente después se escuchó un ruido prolongado similar al de un tranvía que se mueve rápidamente a lo largo de los rieles».
El meteorito cayó en un campo a unos 300 m al suroeste de Alfianello, penetrando en el suelo oblicuamente, hundiéndose a una profundidad de aproximadamente un metro. Aunque el meteorito cayó entero, fue roto en pedazos y repartido entre la multitud que se había reunido en torno a él. La forma era ovoide, un poco aplanada en el centro, y la superficie estaba cubierta con una corteza negruzca salpicada de pequeñas concavidades.

## Composición  y clasificación
Los silicatos, en su mayoría olivino (Fa24) y ortopiroxeno (Fs22), ocupan casi el 90% del meteorito. Los cóndrulos están muy mal definidos. Hierro-níquel metálico (principalmente camacita) y troilita son las fases accesorias más importantes, aunque también hay cromita y otros minerales opacos. Por otra parte, la deformación plana del olivino y la conversión de plagioclasa en maskelynita son dos indicadores de un fuerte choque preterrestre. La edad de exposición a rayos cósmicos —período final antes de su encuentro con la Tierra— es de 28 millones de años.
Está clasificado como condrita L6, grupo numeroso de meteoritos entre los que se encuentran el de Kunashak y el de Zavid.